# 戀與深空
《戀與深空》是一款中國大陸戀愛乙游，由叠纸网络開發和發行（在中國以外的地區由Infold Games發行），於2024年1月18日正式上線安卓和iOS平台。它是首款3D乙游。

## 玩法
《戀與深空》是首款3D乙游，以寫實3D建模技術取代傳統二次元2D美術風格。 這一創新美術風格極大提升了遊戲的沉浸感，成為其廣受歡迎的關鍵因素。《戀與深空》采用免費遊玩模式，通過抽卡系統及禮包、月卡、角色時裝等內購項目實現商業化運營。
《戀與深空》以“︁愛無界限”︁為核心理念，在科幻宇宙背景下融合緊張刺激的怪物狩獵玩法。 玩家可與五位男主——秦彻，祁煜，黎深、沈星回以及夏以昼——建立情感羈絆。 玩家化身深空獵人，運用名為"Evol"的超能力對抗深空隧道生命體"流浪體"。 各男主作為輔助角色，將與玩家在冒險旅途中自然產生命運交集。遊戲采用動作角色扮演戰鬥系統，支持玩家與心儀男主組隊作戰，通過組合技與輕格擋機制擊潰敵人。

## 開發與發行
《戀與深空》是由中國遊戲公司叠纸网络開發的。它於2024年1月18日在全球發布，支援Android和iOS。這是《戀與》系列的第二部作品。

### 音樂
《戀與深空》1.0版本主題曲由莎拉·布萊曼演唱，啟發了遊戲的名稱。布萊曼形容這首歌"縈繞著神秘飄渺的氛圍...摻雜著一絲憂鬱"。 2.0版本主題曲《Visions opposées》由米開朗基羅·樂孔特獻唱，並與音樂劇《搖滾莫札特》原班製作團隊合作打造。 3.0版本主題曲《萬象遇你》則採用中文演唱，由吳碧霞演繹。

## 反響及評價
《戀與深空》自2024年1月18日全球推出以來，已在全球範圍內獲得了廣泛的人氣。到2024年10月，其下載量達到1400萬次，營收達到1.96億美元。在日本，它在2024年1月至9月期間成為下載量最多和收入最高的互動故事遊戲，收入接近3000萬美元。

## 角色
《恋与深空》一共有五位男主，分别是秦彻，祁煜，黎深、沈星回以夏以昼。

## 外部連結
- 官方网站 （简体中文）